# Europameisterschaften im Eisstockweitschießen 2006
Die 21. Europameisterschaften im Eisstockweitschießen wurden 2006 in Pocking (Landkreis Passau) ausgetragen.

## Männer

### Einzelwettbewerb
| Platz | Sportler         | Land |
| ----- | ---------------- | ---- |
| 1     | Bernhard Patschg | AUT  |
| 2     | Peter Rottmoser  | GER  |
| 3     | Johann Gruber    | AUT  |

### Mannschaftswettbewerb
| Platz | Land        |
| ----- | ----------- |
| 1     | Österreich  |
| 2     | Deutschland |
| 3     | Italien     |

## Junioren U 16

### Einzelwettbewerb
| Platz | Sportler          | Land |
| ----- | ----------------- | ---- |
| 1     | Andreas Fischer   | GER  |
| 2     | Alessandro Kordat | GER  |
| 3     | Kevin Gruber      | AUT  |

## Junioren U 18

### Einzelwettbewerb
| Platz | Sportler         | Land |
| ----- | ---------------- | ---- |
| 1     | Philipp Aichner  | ITA  |
| 2     | Michael Kohlmann | GER  |
| 3     | Lukas Pulay      | AUT  |

## Junioren U 23

### Einzelwettbewerb
| Platz | Sportler              | Land |
| ----- | --------------------- | ---- |
| 1     | Alexander Signer      | GER  |
| 2     | Alexander Weissenböck | AUT  |
| 3     | Marc Tafertshofer     | GER  |

### Mannschaftswettbewerb
| Platz | Land        |
| ----- | ----------- |
| 1     | Deutschland |
| 2     | Österreich  |
| 3     | Italien     |